# Шарлота София фон Саксония-Кобург-Заалфелд
Шарлота София фон Саксония-Кобург-Заалфелд (на немски: Charlotte Sophie von Sachsen-Coburg-Saalfeld; * 24 септември 1731, Кобург; † 2 август 1810, Шверин) от рода на Ернестинските Ветини, е принцеса от Саксония-Кобург-Заалфелд и чрез женитба наследствена принцеса на Мекленбург-Шверин.

## Живот
Дъщеря е на херцог Франц Йосиас фон Саксония-Кобург-Заалфелд (1697 – 1764) и съпругата му принцеса Анна София фон Шварцбург-Рудолщат (1700 – 1780), дъщеря на княз Лудвиг Фридрих I (1667 – 1718) и Анна София фон Саксония-Гота-Алтенбург (1670 – 1728). Сестра е на Ернст Фридрих (1724 – 1800) херцог на Саксония-Кобург-Заалфелд. Тя е роднина на британската кралица Виктория и нейния съпруг принц Алберт, на крал Леополд II от Белгия и на императрицата на Мексико – Шарлота Белгийска.
Шарлота София се омъжва на 13 май 1755 г. в Шверин за наследствения принц Лудвиг фон Мекленбург (1725 – 1778), вторият син на херцог Кристиан Лудвиг II (1683 – 1756) и принцеса Густава Каролина (1694 – 1748). При пътуването за женитбата си тя е придружена от брат ѝ Фридрих Йосиас (1737 – 1815).
Двамата са покровители на изкуството. От 1748 до 1749 г. съпругът ѝ строи дворец в Родах. Бракът ѝ е щастлив и към Шарлота София като вдовица се отнасят с уважение.
Шарлота София умира на 2 август 1810 г. в Шверин на 78 години и е погребана в църквата „Шелфкирхе“ в Шверин.

## Деца
Шарлота София и принц Лудвиг имат две деца:
- Фридрих Франц I (* 10 декември 1756; † 1 февруари 1837), наследствен велик херцог, женен на 1 юни 1775 г. в Гота за принцеса Луиза фон Саксония-Гота-Алтенбург (* 9 март 1756; † 1 януари 1808), дъщеря на принц Йохан Август фон Саксония-Гота-Алтенбург
- София Фридерика (* 24 август 1758, Шверин; † 29 ноември 1794, Зоргенфрай), омъжена на 21 октомври 1774 г. в Копенхаген за датския трон-принц Фредерик Датски (* 11 октомври 1753; † 7 декември 1805), син на крал Фредерик V, родители на крал Кристиан Фредерик

- Принц Лудвиг фон Мекленбург
- Фридрих Франц I,
 1817
- София Фридерика,
 ок. 1774